# Tecumseh (Michigan)
Tecumseh – miasto w Stanach Zjednoczonych, w stanie Michigan, w hrabstwie Lenawee.